# Villa des Avenues
La villa des Avenues est une propriété de la fin du XVIIIe siècle située à Attichy dans le département de l'Oise en région Hauts-de-France.

## Description
La propriété contient une demeure bourgeoise typique du XIXe siècle, une serre, une écurie, une orangerie ainsi que d'autres dépendances.
Le jardin accueille quatre platanes âgés de 250  à   300 ans.

## Éléments protégés
À la suite de l'inscription par arrêté du 23 septembre 2003, sont protégés la maison, les façades et toitures de l'ensemble des bâtiments composant la propriété (dépendances, écurie, orangerie et serre), le jardin et les murs de clôture comprenant le portail sur l'esplanade des Avenues.

## Pour approfondir